# Daniel Johnson-dammen

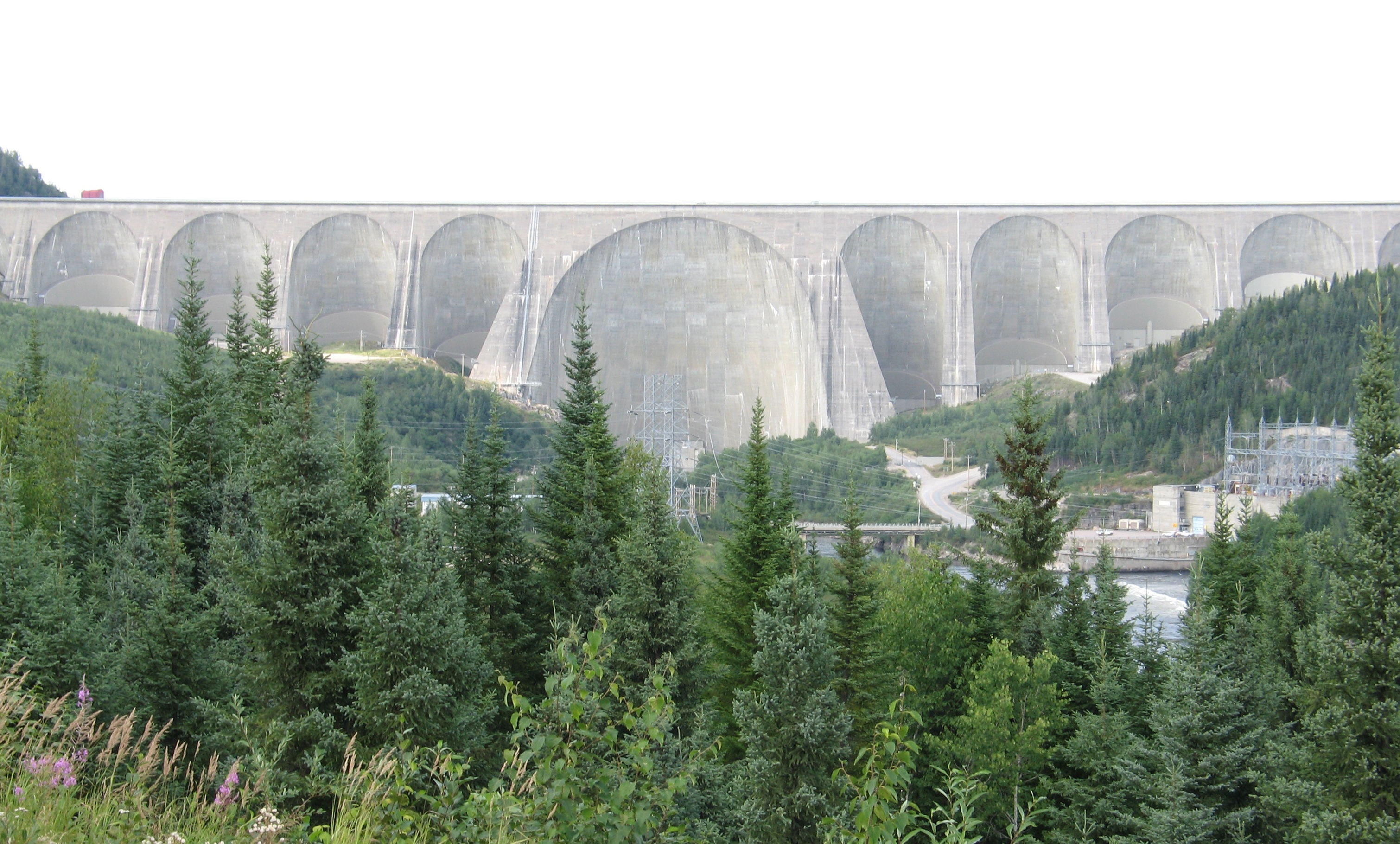
Daniel Johnson-dammen

Daniel Johnson-dammen (franska: Barrage Daniel-Johnson) är en damm vid Manicouaganfloden i Québec i Kanada.
Med sin längd på 1 306 meter och höjd på 214 meter är Daniel Johnson-dammen världens största valvdamm. Det centrala valvet har en spännvidd på 162 meter och de övriga valven en spännvidd på 76 meter. Fallhöjden är 142 meter. Dammen färdigställdes 1968 och uppkallades efter Daniel Johnson, Sr, en av provinsen Québecs premiärministrar under 1960-talet.